# Iglesia de San Rafael Arcángel (San Rafael, Segovia)
La Iglesia de San Rafael Arcángel es un templo español de culto católico bajo la advocación del Arcángel Rafael, ubidacado en la localidad segoviana de San Rafael (Castilla y León, España), perteneciente a la jurisdicción eclesiástica de la Diócesis de Segovia, sufragánea de la Archidiócesis de Valladolid. Fue construida en 1933 por el arquitecto García de Pablos.

## Características y descripción
Es un edificio de planta longitudinal, de una sola nave con crucero -destacado en altura y planta-, a la que se adosan una serie de dependencias: torre, baptisterio, sacristía, capillas...
En el interior, la parte más preeminente es el crucero, de forma cuadrangular y cubierto a cuatro aguas por listones de madera. La base de la cubierta está recorrida por una hilera de vidrieras que facilitan la iluminación.
La nave central se encuentra coronada por una bóveda fruto de un arco rebajado, dividida en cinco tramos por arcos fajones resaltados que no llegan hasta el suelo, sino que llevan su peso a ménsulas de granito. La bóveda está decorada con grandes casetones que dan lugar a efectos de luces y sombras.
La cabecera, con testero recto de granito, aparece como un espacio casi insignificante debido a su desproporción respecto al crucero, aspecto que se palía por un medio retablo de trazado barroco que cobija al Cristo Crucificado y la Caja del Santísimo Sacramento.
La comunicación entre ambos espacios se hace por medio de un arco escarzano o rebajado, a cuyos lados se encuentran dos bellísimas tallas de Cristo y la Virgen. El brazo izquierdo del crucero hay una capilla dedicada al Santísimo Sacramento, con un altar propio sobre el que se encuentra un pequeño retablo, también de inspiración barroca. Desde esta capilla se accede a la sacristía.
En el brazo derecho del crucero existe otra capilla dedicada al Arcángel San Rafael, con su talla de madera.
En la mitad de la nave aparecen dos capillas parejas, porticadas por sendos arcos escarzanos de granito. La de la izquierda es ocupada por el Cristo Crucificado; en la otra aparece un retablo colgado, coronado por un frontón partido sobre la imagen de la Inmaculada. A ambos lados de este retablo, dos vidrieras que representan a San Pedro y San Pablo.
A los pies del templo, en un espacio elevado, está el coro o tribuna, mientras que en la parte inferior se encuentra la entrada principal, el acceso a la torre y el baptisterio (tras una puerta de rejería).
El pórtico de entrada se encuentra sustentado por dos pilares de granito y está cubierto por una techumbre de pizarra.
Exteriormente, el peso de la bóveda de la nave descansa sobre contrafuertes de granito en los cuales ésta no es contrarrestada por ningún otro volumen. La torre, cubierta por una especie de chapitel, se encuentra adosada a la nave, y toda ella hasta el cuerpo de campanas está horadada por pequeños vanos adintelados que sirven para la iluminación de su exterior.